# بادبان چهار گوش

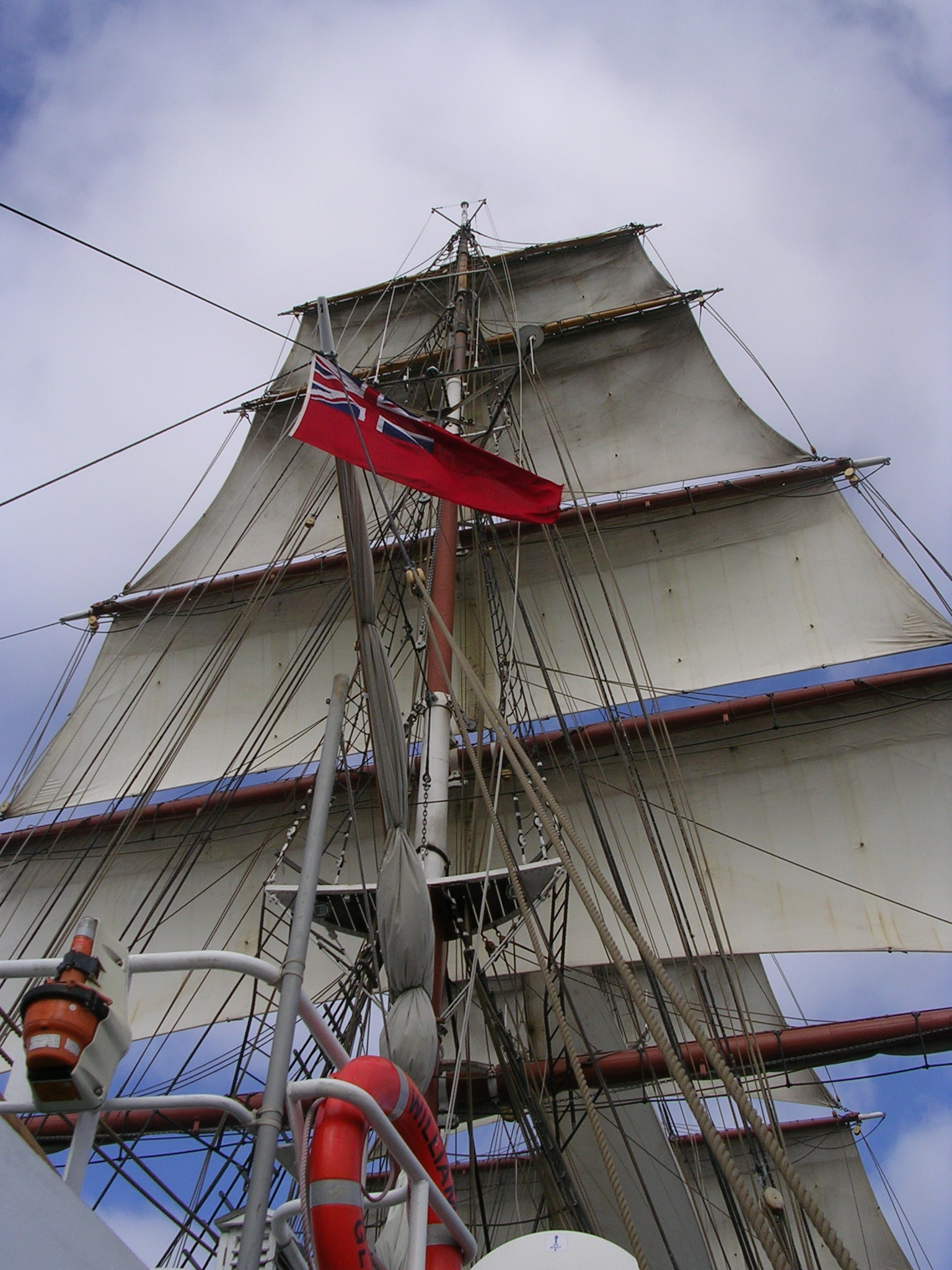
تیرک اصلی یک کشتی دو دکله با بادبان‌های چهار گوش. تمامی بادبان‌های چهار گوش به استثنای بادبان کوچک (لچکی) همانند هستند.

بادبان چهار گوش، نوعی از طراحی بادبان است که به عنوان بادبان‌های پیش‌برندهٔ اصلی، بر روی تیرک‌ها افقی، به صورت عمودی، یا مربع تا دکل انتهایی و تیرک پایینی کشتی نصب می‌شوند. این تیرک‌ها، دکل و نوک آن‌ها، برج دیدبانی نام دارند. به کشتی با این خصوصیات، بادبانی چهار گوش گفته می‌شود.
بادبان چهار گوش، به صورت آیرودینامیکی، مؤثرترین بادبان پیش‌ران است. این نوع بادبان از عصر دریانوردی تاکنون، پرکاربرد باقی مانده‌اند. ویندجامیرها، آخرین کشتی‌های بادبانی تجاری، معمولاً دارای چهار تیرک کرجی با بادبان‌های چهار گوش بودند.